# Jose Alvarado
Jose Alvarado (ur. 12 kwietnia 1998 w Nowym Jorku) – amerykańsko-portorykański koszykarz, występujący na pozycji rozgrywającego, portorykańskiego pochodzenia, obecnie zawodnik New Orleans Pelicans.

## Kariera sportowa
W 2017 wystąpił w meczu gwiazd szkół średnich – Jordan Classic Regional.
28 marca 2022 zawarł z New Orleans Pelicans umowę do końca sezonu.

## Osiągnięcia
Stan na 19 lutego 2023, na podstawie, o ile nie zaznaczono inaczej.
NCAA
- Uczestnik turnieju NCAA (2021)
- Mistrz turnieju konferencji Atlantic Coast (ACC – 2021)
- Obrońca roku konferencji ACC (2021)[5]
- Zaliczony do:
  - I składu:
    - defensywnego ACC (2021)
    - turnieju ACC (2021)

  - II składu ACC (2021)
  - III składu ACC (2020)
- Lider ACC w:
  - średniej (2,8 – 2020, 2,8 – 2021)
  - liczbie przechwytów (74 – 2021)
- Zawodnik tygodnia ACC (27.01.2020, 4.01.2021)

NBA
- Zwycięzca turnieju drużynowego Jordan Rising Stars (2023)[6]
- MVP turnieju drużynowego Jordan Rising Stars (2023)[6]